# García III (roi de Pampelune)
Pour les articles homonymes, voir García.
García III Sánchez de Pampelune, dit « Le Trembleur », né à Tudela vers 958 et mort à Medinaceli en 1000. Il fut comte d'Aragon de 994 à 1000 et régna sur la Navarre de 994 à 1000. Il cherche dans un premier temps à se libérer de la domination d'Al-Andalus, que son père avait acceptée, mais après un conflit avec Almanzor, en 997, il est contraint de se rendre à Cordoue, pour demander la paix.

## Famille
Il est le fils aîné du roi Sanche II de Navarre et de sa cousine Urraca de Castille (†1007), fille du comte Ferdinand de Castille.

## Biographie
L'origine de son surnom « el Temblon » c'est-à-dire  « le Trembleur » demeure controversée; le poltron ou celui qui entre en transe guerrière avant de combattre les musulmans ?
Montaigne l'évoque dans les essais : « Le saubriquet de Tremblant, duquel le XIIe Roy de Navarre Sancho fut surnommé, aprend que la hardiesse aussi bien que la peur engendrent du tremoussement aux membres. Ceux qui armoient ou luy ou quelque autre de pareille nature, à qui la peau frissonoit, essayerent à le rasseurer ; appetissans le danger auquel il s'alloit jetter : Vous me cognoissez mal, leur dit-il : Si ma chair sçavoit jusques où mon courage la portera tantost, elle se transiroit tout à plat. » Une source possible de Montaigne pourrait être J. Surita, Indices rerum ab Aragonioe regibus gestarum, Ausgbourg, [Pléiade] 1578.
En 994, à la mort de son père, il lui succède sur le trône de Navarre.

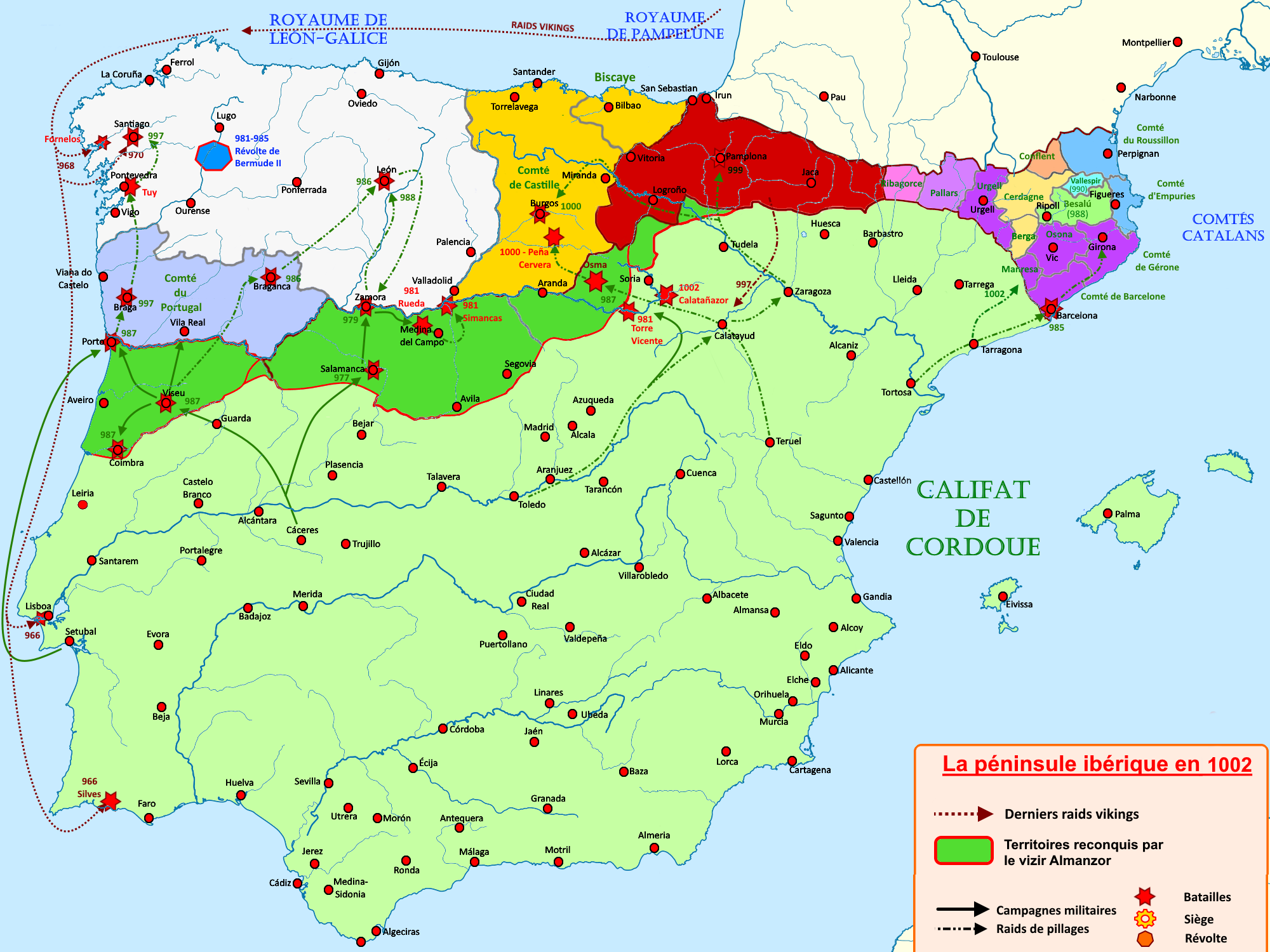
Les conquêtes d'Almanzor de 961 à 1002.

En 997, les Iruindar alliés avec Bermude II de León organisèrent une expédition contre les Maures des territoires autour de Calatayud, au cours de laquelle le frère du gouverneur musulman de la ville trouva la mort. Pour le venger, Almanzor fit décapiter 50 chrétiens et obligea Garcia III à renouveler la trêve assortie du paiement d'un tribut.
Garcia III Sanchez mourut en juillet 1000, à la bataille de Cervera de Pisuergase, dans la province de Palencia, après avoir constitué une coalition avec le comte de Castille, Sanche Garces, le roi de León Alphonse V et García Gómez de Carrión. Son fils Sanche III lui succédera.
Ses restes reposent dans le panthéon des premiers rois de Navarre du monastère de Leyre en Navarre.

## Mariage et descendance
Garcia III de Navarre épousa en 981 Chimène de Cea (espagnol Jimena Fernández)  (+1035), fille de Fernando Vermúdez, comte de Cea, et d'Elvira Diaz de Saldaña. De cette union naquirent :
- Sanche III de Navarre ;
- Urraca de Navarre, elle épousa en 1023 Alphonse V de Léon ;
- Elvire de Navarre ;
- Garcia de Navarre.